# 4Minute World
Albums de 4Minute
Name Is 4Minute
(2013) Crazy
(2015)
Singles
1. Whatcha Doin' Today
Sortie : 17 mars 2014
2. Thank You :)
Sortie : 18 juin 2014

4Minute World est le cinquième mini-album du girl group sud-coréen 4Minute. Il est sorti le 17 mars 2014. Le titre "Whatcha Doin' Today" a été choisi pour les promotions de l'album.

## Liste des titres
| No | Titre                                                                               | Auteur                                   | Producteur(s)                        | Durée |
| -- | ----------------------------------------------------------------------------------- | ---------------------------------------- | ------------------------------------ | ----- |
| 1. | Wait a Minute                                                                       | Lim Sang-hyuk, Astro Z, Ludwig Lindell   | Lim Sang-hyuk Astro Z, Daniel Caesar | 03:10 |
| 2. | Whatcha Doin' Today (오늘 뭐해; Oneul Mwohae)                                       | Brave Brothers                           | Brave Brothers, Elephant Kingdom     | 03:26 |
| 3. | I'll Teach You (알려 줄게; Allyeo Julgye) (Nam Ji-hyun, Jeon Ji-yoon, Kwon So-hyun) | ESNA                                     | Seo Jae-woo, ESNA                    | 03:08 |
| 4. | Come In (들어와; Deureowa) (Kim Hyuna, Heo Ga-yoon)                                 | Park Soo-seok, Park Eun-ooh (en), Sleepy | Park Soo-seok, Park Eun-ooh          | 03:34 |
| 5. | Thank You :) (고마워; Gomawo)                                                       | Kwon So-hyun, Kim Hyuna, Seo Jae-woo     | Seo Jae-woo, Ferdy                   | 03:54 |

## Classement

### Album
| Classement               | Meilleure position |
| ------------------------ | ------------------ |
| Gaon Weekly album chart  | 2                  |
| Gaon Monthly album chart | 15                 |

### Ventes et certifications
| Classement          | Quantité       |
| ------------------- | -------------- |
| Gaon physical sales | Plus de 11 231 |